# Molvena (Italië)
Molvena is een dorp in de Italiaanse regio Veneto en behoort tot de provincie Vicenza
De plaats ligt enkele kilometers ten westen van de historische plaats Marostica. Molvena telt enkele mooie kerkjes die verspreid zijn over de drie kernen (Molvena, Villa en Mure). Op de vruchtbare grond rondom het dorp liggen veel akkers waar onder meer maïs en druiven op verbouwd worden, en boomgaarden die voornamelijk kersen voortbrengen.
Molvena is ook de thuisbasis van het jeans- en vrijetijdskledingconcern Diesel.